# Stiftsstad
Stiftsstad eller biskopssäte är den ort som är säte för en biskop, har en domkyrka med domkapitel och domkyrkoförsamling och därmed utgör huvudorten för ett kyrkligt stift.

## Folkkyrkorna i de nordiska länderna
- Danska folkkyrkan: har som stiftsstäder Köpenhamn, Helsingør, Roskilde, Odense, Maribo, Ribe, Haderslev, Viborg, Ålborg, Århus och i Nuuk (Godthåb) på Grönland.
- Finska evangelisk-lutherska kyrkan: har stiftsstäderna Åbo, Tammerfors, Uleåborg, S:t Michel, Borgå, Kuopio, Lappo, Helsingfors och Esbo.
- Finska ortodoxa kyrkan: har stiftsstäderna Kuopio, Helsingfors och Uleåborg.
- Färöarnas folkkyrka: har Torshamn som stiftsstad
- Isländska kyrkan: Samfundet utgör ett enda stift, med Reykjavik som stiftsstad.
- Norska kyrkan: har stiftsstäder i Trondheim, Bergen, Oslo, Bodø, Fredrikstad, Hamar, Kristiansand, Molde, Stavanger, Tromsø och Tønsberg.
- Svenska kyrkan: har som stiftsstäder Uppsala, Linköping, Skara, Strängnäs, Västerås, Växjö, Lund, Göteborg, Karlstad, Härnösand, Luleå, Visby och Stockholm. Tidigare har även Kalmar och Mariestad varit stiftsstäder.

## Anglikanska kyrkor i Storbritannien
- Engelska kyrkan: har stiftsstäder i Canterbury, York, London, Southwark, Guildford, Rochester, Chichester, Portsmouth, Winchester, Salisbury, Gloucester, Bristol, Wells, Exeter, Truro, Oxford, St Albans, Chelmsford, Bury St Edmunds, Norwich, Ely, Peterborough, Leicester, Coventry, Birmingham, Worcester, Hereford, Lichfield, Derby, Southwell, Lincoln, Chester, Liverpool, Manchester, Sheffield, Leeds, Blackburn, Carlisle, Durham och Newcastle. Leeds stift har inte domkyrka i staden med samma namn, men tre domkyrkor, i Ripon, Bradford och Wakefield. 
  -  Isle of Man har sitt eget stift, Sodor and Man, med Peel som stiftsstad.
- Walesiska kyrkan: har som stiftsstäder Cardiff, Newport, St Davids, Brecon, St Asaph och Bangor.
- Skotska episkopalkyrkan: har stiftsstäderna Edinburgh, Aberdeen, Dundee, Glasgow, Oban, Perth och Inverness.